# Richard Dillane
Pour les articles homonymes, voir Dillane.
Richard Dillane, né en 1964, est un acteur et animateur de radio anglais.

## Biographie
En 1987, à 24 ans, Richard Dillane débute sur scène en étant Hamlet au The Hole in the Wall Theatre (en) à Perth, en Australie, dans une mise en scène de Ray Omodei.   
En 2000, il est le duc de Suffolk dans les productions de Michael Boyd primées aux Laurence Olivier Awards de Henri VI, partie 1, partie 2 et partie 3 à Stratford, Londres et Michigan. 
Dillane a joué au Royal National Theatre à Londres et à la Royal Shakespeare Company à Stratford-upon-Avon. 

### Liens familiaux
Marié avec l'actrice Jayne McKenna, Richard Dillane est le jeune frère de Stephen Dillane et l'oncle de Frank Dillane.

## Filmographie sélective

### À la télévision
- 2005 : À la conquête de l'espace (Space Race, série télévisée documentaire) : Wernher von Braun
- 2007-2010 : Casualty (série télévisée)
- 2008 : Mrs McGinty est morte (téléfilm, série télévisée Hercule Poirot)
- 2009 : Mission Apollo 11, les premiers pas sur la Lune
- 2011 : Le Mariage de River Song (série télévisée)
- 2011 : Allons tuer Hitler (série télévisée Doctor Who)
- 2016 : Berlin Station : Gerald Ellman
- 2017 : Outlander       (série télévisée, 2 épisodes) : Captain Raines
- 2018 : Il était une seconde fois : David Arron
- 2020 : Le Jeune Wallander (Young Wallander) : le superintendent Josef Hemberg
- 2022-2025 : Andor : Davo Sculdun (série télévisée)

### Au cinéma
- 2006 : Tristan et Yseult
- 2008 : The Edge of Love
- 2010 : Oranges and Sunshine
- 2012 : Argo
- 2013 : Mindscape
- 2014 : United Passions : La Légende du football
- 2014 : Altar : Greg
- 2019 : The Last Vermeer : colonel Jenkins
- 2020 : The Show : Henry Gaunt (terminé)
- 2020 : The Forgotten Battle : Grp Capt Sinclair (en post-production)